# Mouvement civique 10
Le Mouvement civique 10 (en italien : Movimento Civico10) est un parti politique saint-marinais de gauche, créé en 2012. Dans l'alliance Saint-Marin Libre pour les élections législatives de 2019, il fusionne dans cette dernière en novembre 2020 avec deux autres partis pour former un unique parti politique.

## Historique
Le mouvement est fondé le 30 juillet 2012 entre autres par Matteo Ciacci, élu municipal de Saint-Marin, Stiven Muccioli, à l'époque directeur du site d'informations Libertas.sm et Andrea Zafferani, ancien membre de l'Alliance populaire et capitaine-régent en 2010-2011.
Lors du référendum du 20 octobre 2013 portant sur l'ouverture d’une procédure d’adhésion de Saint-Marin à l'Union européenne, le Mouvement civique 10 soutient le « oui ».
Lors des élections législatives de 2016, le mouvement se présente au sein de la coalition Adesso.sm avec la Gauche unie et République du futur. La coalition l'emporte au second tour avec 57,92 % des voix et obtient 35 sièges au Grand Conseil général, dont 10 pour le Mouvement civique 10. Andrea Zafferani et Franco Santi sont nommés respectivement secrétaires d'État, le premier à l'Industrie et au Commerce et le second à la Santé et la Sécurité sociale.
Pour les élections législatives de 2019, le mouvement forme l'alliance Saint-Marin Libre avec quatre autres partis de gauche. La coalition devient un parti politique en novembre 2020, le Mouvement civique 10 fusionnant dedans.

## Programme politique
Parti de gauche et écologiste, le Mouvement civique 10 est aussi partisan de la cyberdémocratie et s'oppose au système de la particratie. Il est également pro-européen.

## Résultats électoraux

### Élections législatives
| Élection | Voix                         | %                            | Sièges  | +/– | Gouvernement |
| -------- | ---------------------------- | ---------------------------- | ------- | --- | ------------ |
| 2012     | 1 324                        | 6,69                         | 4 / 60  | Nv  | Opposition   |
| 2016     | 1 800                        | 9,26                         | 10 / 60 | 6   | Gouvernement |
| 2019     | Au sein de Saint-Marin Libre | Au sein de Saint-Marin Libre | 5 / 60  | 5   | Opposition   |